# Nordijsko vijeće
Nordijsko vijeće ili Nordijski Savjet i Nordijsko vijeće ministara je kooperativni forum parlamenata i vlada Nordijskih zemalja. Osnovano je poslije drugog svjetskog rata i prve odluke vijeća su donijete 1952. godine o zajedničkom tržištu, socijalnom osiguranju i slobodnom kretanju ljudi bez putovnica za građane zemalja članica.

## Članice
Države:
- Danska
- Island
- Norveška
- Finska
- Švedska

Autonomne regije:
- Ålandski otoci (Finska)
- Grenland (Danska)
- Farski otoci (Danska)

## Organizacija
Nordijsko vijeće i Nordijsko vijeće ministara imaju sjedište u Kopenhagenu i u drugim gradovima članica, kao i u okolnim zemljama. Vijeće nema nikakvu samostalnu moć, ali odluke vijeća se mogu poslati na nacionalne parlamente na usvajanje. Iako su neke članice u NATO-u (Danska, Island, Norveška i Finska), dok je Švedska neutralna, Nordijsko vijeće nije uključeno u vojne akcije i vojne organizacije.
Danski, norveški i švedski jezici se koriste kao radni jezici u organizaciji.
Nordijsko vijeće ima cilj uspostavljanja međuparlamentarne suradnje, dok Nordijsko vijeće ministara, osnovano 1971. godine, ima ulogu međudržavne suradnje.

## Povijest
1960-ih postojali su planovi da se Nordijsko vijeće razvije kao Europska Ekonomnska Zajednica. Donijeta je odluka o osnivanju nove organizacije NorkEk sa sjedištem u Malmöu. Takvu odluku nije ratificirala jedino Finska, zbog svoj posebnog odnosa sa SSSR-om. Bez Finske, ideja je odbačena, poslije čega su Danska i Norveška se odlučili pristupiti EEZ-u. Danska je postala članica EEZ-a 1973. godine, iste godine kada je Norveška odbacila prijedlog na referendumu. Švedska nije podnijela zahtjev za članstvo, zbog svoje neutralne politike. Grenland je kasnije izašao iz EEZ-a 1985. godine, odlukom referenduma.
Švedska i Finska postale su članice Europske unije 1995. Norveška nije zbog drugog neuspješnog referenduma. Islanđani i Ferojci su i dalje, u velikom broju protiv članstva u EU, iako je Island zbog gospodarske krize, 2009. godine, započeo proces punopravnog članstva u EU.